# Christophe Ruer
Christophe Ruer, né le 3 juillet 1965 à Nantes et mort le 27 juillet 2007 à Port-Saint-Père, est un athlète français dans la discipline du pentathlon moderne. Il était marié et père de trois enfants.
Il disputa quatre olympiades où son meilleur résultat fut une cinquième place à l'individuel aux JO de 1988 à Séoul et quatrième en équipe. Par ailleurs, il fut également champion du monde par équipe avec la France. Après sa carrière dans le pentathlon moderne, il s'aligna à partir de 2002 dans les compétitions de aquathlon (natation, course à pied) pour vétérans, remportant un titre de champion du monde dans cette catégorie. En 2005 il prend une licence au Côte de Jade Athlétic Club, le club d'athlétisme de Pornic (44) dont il prendra la Présidence en octobre 2006. Il participe aux Championnats de France de cross-country en 2005 et 2006. Il meurt en 2007 dans un accident de moto à Port-Saint-Père.

## Palmarès au Pentathlon
| Discipline/Année                         | 1986 | 1987 | 1988 | 1989 | 1990 | 1991 | 1992 | 1993 | 1994 | 1995 | 1996 | 1997 | 1998 | 1999 | 2000 |
| Jeux olympiques Individuel               | -    | -    | 5e   | -    | -    | -    | 41e  | -    | -    | -    | 12e  | -    | -    | -    | -    |
| Championnats du monde seniors Individuel | -    | -    | -    | -    | -    | -    | -    | -    | 2e   | -    | -    | -    | -    | -    | -    |
| Championnats du monde Équipe             | 3e   | -    | -    | -    | -    | -    | -    | -    | 1e   | -    | -    | -    | 3e   | -    | -    |
| Championnats du monde Relais             | -    | -    | -    | -    | -    | -    | -    | -    | -    | -    | 2e   | -    | 3e   | -    | -    |
| Championnats d'Europe seniors Équipe     | -    | -    | -    | -    | -    | -    | -    | -    | -    | 2e   | -    | -    | 1e   | -    | 3e   |
| Championnats d'Europe Relais             | -    | -    | -    | -    | -    | -    | -    | -    | -    | -    | -    | 2e   | 1e   | -    | 2e   |
| Championnats de France Individuel        | -    | -    | -    | 1er  | 1er  | -    | 1er  | -    | -    | -    | -    | -    | -    | -    | 1er  |